# Hilde Hofherr
Hilde Hofherr, née le 20 avril 1930, est une skieuse alpine autrichienne et est originaire de Lermoos.

## Arlberg-Kandahar
- Vainqueur du Kandahar 1955 à Mürren
  - Vainqueur de la descente 1955 à Mürren